# Złota reguła (finanse publiczne)
Złota reguła, Złota reguła finansów publicznych – zasada postępowania w ramach polityki fiskalnej rządu. Złota reguła postuluje aby finansować deficytem budżetowym jedynie wydatki majątkowe (inwestycyjne), czyli te o charakterze długookresowym np. wydatki na infrastrukturę. Natomiast bieżące wydatki państwa powinny być pokryte w całości przez bieżące dochody budżetowe. Państwo powinno dążyć do utrzymania zrównoważonego budżetu.
Zastosowanie reguły ma zapobiegać negatywnym skutkom zmian wydatków spowodowanych wahaniami PKB w cyklu koniunkturalnym. Dopuszczenie występowania deficytu pozwala na utrzymanie wydatków inwestycyjnych na odpowiednim poziomie, inaczej niż w restrykcyjnej regule zrównoważonego budżetu, prowadzącej do niedoinwestowania infrastruktury publicznej w okresie słabszej koniunktury. Podobnie w fazie ekspansji, gdy obserwowany jest szybki wzrost gospodarki, chęć zachowania równowagi budżetowej pociągałaby za sobą dodatkowe wydatki lub redukcję podatków. Zgodnie ze złotą regułą, deficyt budżetowy rządu powinien być zrównoważony w czasie trwania każdego cyklu. Zastosowanie złotej reguły może prowadzić do nadużyć władz fiskalnych usiłujących zaliczyć część wydatków konsumpcyjnych do kategorii wydatków inwestycyjnych. Aby zapobiec takiemu postępowaniu konieczne jest precyzyjne określenie kryteriów jakie muszą one spełniać.
Jednym z celów wyznaczonych w Traktacie z Maastricht, opierającym się na powyższej regule, było ograniczenie deficytu budżetowego do poziomu 3% PKB.